# Secuencia intrónica
Una secuencia intrónica es una secuencia de ADN que forma parte de un gen pero no codifica ninguna secuencia de aminoácidos de la proteína respectiva.
Los intrones ocupan gran parte de la secuencia de un gen y tras la transcripción del ADN son eliminados del ARNm precursor mediante un proceso denominado ayuste o corte y empalme, que forma parte del proceso global de maduración del ARN.
- Datos: Q6123327